# Pomposo
Pomposo is een Italiaanse muziekterm met betrekking tot de manier waarop een stuk of passage uitgevoerd dient te worden.
Men kan de term vertalen als pralend of pompeus. Dit betekent dus dat, als deze aanwijzing wordt gegeven, men zo moet spelen dat het spel een pompeus karakter krijgt. Deze aanwijzing heeft dus vooral betrekking op de voordracht van een stuk. 